# Danh sách tiểu hành tinh: 13701–13800
| Tên                 | Tên đầu tiên | Ngày phát hiện       | Nơi phát hiện                      | Người phát hiện                                  |
| ------------------- | ------------ | -------------------- | ---------------------------------- | ------------------------------------------------ |
| 13701 Roquebrune    | 1998 OR      | 20 tháng 7 năm 1998  | Caussols                           | ODAS                                             |
| 13702 -             | 1998 OE7     | 28 tháng 7 năm 1998  | Xinglong                           | Chương trình tiểu hành tinh Bắc Kinh Schmidt CCD |
| 13703 -             | 1998 OR13    | 26 tháng 7 năm 1998  | La Silla                           | E. W. Elst                                       |
| 13704 Aletesi       | 1998 PA1     | 13 tháng 8 năm 1998  | San Marcello                       | L. Tesi                                          |
| 13705 Llapasset     | 1998 QJ2     | 19 tháng 8 năm 1998  | Bédoin                             | Bédoin                                           |
| 13706 -             | 1998 QF3     | 17 tháng 8 năm 1998  | Socorro                            | LINEAR                                           |
| 13707 -             | 1998 QS9     | 17 tháng 8 năm 1998  | Socorro                            | LINEAR                                           |
| 13708 -             | 1998 QU9     | 17 tháng 8 năm 1998  | Socorro                            | LINEAR                                           |
| 13709 -             | 1998 QE13    | 17 tháng 8 năm 1998  | Socorro                            | LINEAR                                           |
| 13710 Shridhar      | 1998 QU13    | 17 tháng 8 năm 1998  | Socorro                            | LINEAR                                           |
| 13711 -             | 1998 QB26    | 25 tháng 8 năm 1998  | Đài thiên văn Zvjezdarnica Višnjan | Đài thiên văn Zvjezdarnica Višnjan               |
| 13712 -             | 1998 QL30    | 23 tháng 8 năm 1998  | Višnjan Observatory                | Višnjan Observatory                              |
| 13713 -             | 1998 QN30    | 23 tháng 8 năm 1998  | Višnjan Observatory                | Višnjan Observatory                              |
| 13714 Stainbrook    | 1998 QV38    | 17 tháng 8 năm 1998  | Socorro                            | LINEAR                                           |
| 13715 Steed         | 1998 QK39    | 17 tháng 8 năm 1998  | Socorro                            | LINEAR                                           |
| 13716 Trevino       | 1998 QJ40    | 17 tháng 8 năm 1998  | Socorro                            | LINEAR                                           |
| 13717 Vencill       | 1998 QM42    | 17 tháng 8 năm 1998  | Socorro                            | LINEAR                                           |
| 13718 Welcker       | 1998 QR43    | 17 tháng 8 năm 1998  | Socorro                            | LINEAR                                           |
| 13719 -             | 1998 QU45    | 17 tháng 8 năm 1998  | Socorro                            | LINEAR                                           |
| 13720 -             | 1998 QU50    | 17 tháng 8 năm 1998  | Socorro                            | LINEAR                                           |
| 13721 Kevinwelsh    | 1998 QX51    | 17 tháng 8 năm 1998  | Socorro                            | LINEAR                                           |
| 13722 Campobagatin  | 1998 QO54    | 27 tháng 8 năm 1998  | Anderson Mesa                      | LONEOS                                           |
| 13723 Kolokolova    | 1998 QY54    | 27 tháng 8 năm 1998  | Anderson Mesa                      | LONEOS                                           |
| 13724 Schwehm       | 1998 QF55    | 27 tháng 8 năm 1998  | Anderson Mesa                      | LONEOS                                           |
| 13725 -             | 1998 QY55    | 29 tháng 8 năm 1998  | Đài thiên văn Zvjezdarnica Višnjan | Đài thiên văn Zvjezdarnica Višnjan               |
| 13726 -             | 1998 QV89    | 24 tháng 8 năm 1998  | Socorro                            | LINEAR                                           |
| 13727 -             | 1998 QU90    | 28 tháng 8 năm 1998  | Socorro                            | LINEAR                                           |
| 13728 -             | 1998 QC98    | 28 tháng 8 năm 1998  | Socorro                            | LINEAR                                           |
| 13729 Nicolewen     | 1998 RO22    | 14 tháng 9 năm 1998  | Socorro                            | LINEAR                                           |
| 13730 Willis        | 1998 RE47    | 14 tháng 9 năm 1998  | Socorro                            | LINEAR                                           |
| 13731 -             | 1998 RG49    | 14 tháng 9 năm 1998  | Socorro                            | LINEAR                                           |
| 13732 Woodall       | 1998 RC56    | 14 tháng 9 năm 1998  | Socorro                            | LINEAR                                           |
| 13733 Dylanyoung    | 1998 RA59    | 14 tháng 9 năm 1998  | Socorro                            | LINEAR                                           |
| 13734 Buklad        | 1998 RC66    | 14 tháng 9 năm 1998  | Socorro                            | LINEAR                                           |
| 13735 -             | 1998 RZ67    | 14 tháng 9 năm 1998  | Socorro                            | LINEAR                                           |
| 13736 -             | 1998 RF71    | 14 tháng 9 năm 1998  | Socorro                            | LINEAR                                           |
| 13737 -             | 1998 RU76    | 14 tháng 9 năm 1998  | Socorro                            | LINEAR                                           |
| 13738 -             | 1998 SF1     | 16 tháng 9 năm 1998  | Caussols                           | ODAS                                             |
| 13739 Nancyworden   | 1998 SW1     | 16 tháng 9 năm 1998  | Caussols                           | CERGA                                            |
| 13740 Lastrucci     | 1998 SL2     | 18 tháng 9 năm 1998  | Montelupo                          | M. Tombelli, E. Masotti                          |
| 13741 -             | 1998 SH10    | 17 tháng 9 năm 1998  | Caussols                           | ODAS                                             |
| 13742 -             | 1998 SX22    | 23 tháng 9 năm 1998  | Woomera                            | F. B. Zoltowski                                  |
| 13743 Rivkin        | 1998 SX23    | 17 tháng 9 năm 1998  | Anderson Mesa                      | LONEOS                                           |
| 13744 Rickline      | 1998 SY25    | 22 tháng 9 năm 1998  | Anderson Mesa                      | LONEOS                                           |
| 13745 Mikecosta     | 1998 SL42    | 28 tháng 9 năm 1998  | Kitt Peak                          | Spacewatch                                       |
| 13746 -             | 1998 SR43    | 25 tháng 9 năm 1998  | Xinglong                           | Chương trình tiểu hành tinh Bắc Kinh Schmidt CCD |
| 13747 -             | 1998 SS43    | 25 tháng 9 năm 1998  | Xinglong                           | Beijing Schmidt CCD Asteroid Program             |
| 13748 Radaly        | 1998 SC46    | 25 tháng 9 năm 1998  | Kitt Peak                          | Spacewatch                                       |
| 13749 -             | 1998 SG49    | 24 tháng 9 năm 1998  | Đài thiên văn Zvjezdarnica Višnjan | Đài thiên văn Zvjezdarnica Višnjan               |
| 13750 Mattdawson    | 1998 ST54    | 16 tháng 9 năm 1998  | Anderson Mesa                      | LONEOS                                           |
| 13751 Joelparker    | 1998 SS55    | 16 tháng 9 năm 1998  | Anderson Mesa                      | LONEOS                                           |
| 13752 Grantstokes   | 1998 SF58    | 17 tháng 9 năm 1998  | Anderson Mesa                      | LONEOS                                           |
| 13753 Jennivirta    | 1998 SY59    | 17 tháng 9 năm 1998  | Anderson Mesa                      | LONEOS                                           |
| 13754 -             | 1998 SB63    | 25 tháng 9 năm 1998  | Xinglong                           | Chương trình tiểu hành tinh Bắc Kinh Schmidt CCD |
| 13755 -             | 1998 SR70    | 21 tháng 9 năm 1998  | La Silla                           | E. W. Elst                                       |
| 13756 -             | 1998 ST72    | 21 tháng 9 năm 1998  | La Silla                           | E. W. Elst                                       |
| 13757 -             | 1998 ST73    | 21 tháng 9 năm 1998  | La Silla                           | E. W. Elst                                       |
| 13758 -             | 1998 SN74    | 21 tháng 9 năm 1998  | La Silla                           | E. W. Elst                                       |
| 13759 -             | 1998 SK123   | 16 tháng 9 năm 1998  | Socorro                            | LINEAR                                           |
| 13760 Rodriguez     | 1998 SN123   | 16 tháng 9 năm 1998  | Socorro                            | LINEAR                                           |
| 13761 Dorristaylor  | 1998 SA130   | 16 tháng 9 năm 1998  | Socorro                            | LINEAR                                           |
| 13762 -             | 1998 SG130   | 16 tháng 9 năm 1998  | Socorro                            | LINEAR                                           |
| 13763 -             | 1998 SO135   | 16 tháng 9 năm 1998  | Socorro                            | LINEAR                                           |
| 13764 Mcalanis      | 1998 SW135   | 16 tháng 9 năm 1998  | Socorro                            | LINEAR                                           |
| 13765 Nansmith      | 1998 SM138   | 16 tháng 9 năm 1998  | Socorro                            | LINEAR                                           |
| 13766 Bonham        | 1998 SA139   | 16 tháng 9 năm 1998  | Socorro                            | LINEAR                                           |
| 13767 -             | 1998 SF141   | 16 tháng 9 năm 1998  | Socorro                            | LINEAR                                           |
| 13768 -             | 1998 SS143   | 18 tháng 9 năm 1998  | La Silla                           | E. W. Elst                                       |
| 13769 -             | 1998 SV144   | 20 tháng 9 năm 1998  | La Silla                           | E. W. Elst                                       |
| 13770 Commerson     | 1998 ST145   | 20 tháng 9 năm 1998  | La Silla                           | E. W. Elst                                       |
| 13771 -             | 1998 SG159   | 16 tháng 9 năm 1998  | Socorro                            | LINEAR                                           |
| 13772 Livius        | 1998 SV163   | 18 tháng 9 năm 1998  | La Silla                           | E. W. Elst                                       |
| 13773 -             | 1998 TY17    | 14 tháng 10 năm 1998 | Đài thiên văn Zvjezdarnica Višnjan | K. Korlević                                      |
| 13774 Spurný        | 1998 TW30    | 10 tháng 10 năm 1998 | Anderson Mesa                      | LONEOS                                           |
| 13775 Thébault      | 1998 TL32    | 11 tháng 10 năm 1998 | Anderson Mesa                      | LONEOS                                           |
| 13776 -             | 1998 UK1     | 19 tháng 10 năm 1998 | Woomera                            | F. B. Zoltowski                                  |
| 13777 Cielobuio     | 1998 UV6     | 20 tháng 10 năm 1998 | Sormano                            | M. Cavagna, A. Testa                             |
| 13778 -             | 1998 US7     | 22 tháng 10 năm 1998 | Đài thiên văn Zvjezdarnica Višnjan | K. Korlević                                      |
| 13779 -             | 1998 UY7     | 23 tháng 10 năm 1998 | Višnjan Observatory                | K. Korlević                                      |
| 13780 -             | 1998 UZ8     | 17 tháng 10 năm 1998 | Xinglong                           | Chương trình tiểu hành tinh Bắc Kinh Schmidt CCD |
| 13781 -             | 1998 UO15    | 23 tháng 10 năm 1998 | Đài thiên văn Zvjezdarnica Višnjan | K. Korlević                                      |
| 13782 -             | 1998 UM18    | 28 tháng 10 năm 1998 | Catalina                           | CSS                                              |
| 13783 -             | 1998 UJ20    | 20 tháng 10 năm 1998 | Kushiro                            | S. Ueda, H. Kaneda                               |
| 13784 -             | 1998 UN20    | 23 tháng 10 năm 1998 | Đài thiên văn Zvjezdarnica Višnjan | K. Korlević                                      |
| 13785 -             | 1998 UR20    | 29 tháng 10 năm 1998 | Višnjan Observatory                | K. Korlević                                      |
| 13786 -             | 1998 UV20    | 29 tháng 10 năm 1998 | Višnjan Observatory                | K. Korlević                                      |
| 13787 Nagaishi      | 1998 UN23    | 16 tháng 10 năm 1998 | Nanyo                              | T. Okuni                                         |
| 13788 Dansolander   | 1998 UY26    | 18 tháng 10 năm 1998 | La Silla                           | E. W. Elst                                       |
| 13789 -             | 1998 UZ28    | 18 tháng 10 năm 1998 | La Silla                           | E. W. Elst                                       |
| 13790 -             | 1998 UF31    | 17 tháng 10 năm 1998 | Xinglong                           | Chương trình tiểu hành tinh Bắc Kinh Schmidt CCD |
| 13791 -             | 1998 VC      | 1 tháng 11 năm 1998  | Gekko                              | T. Kagawa                                        |
| 13792 Kuščynskyj    | 1998 VG      | 7 tháng 11 năm 1998  | Kleť                               | J. Tichá, M. Tichý                               |
| 13793 Laubernasconi | 1998 VB4     | 11 tháng 11 năm 1998 | Caussols                           | ODAS                                             |
| 13794 -             | 1998 VD5     | 11 tháng 11 năm 1998 | Đài thiên văn Zvjezdarnica Višnjan | K. Korlević                                      |
| 13795 -             | 1998 VP20    | 10 tháng 11 năm 1998 | Socorro                            | LINEAR                                           |
| 13796 -             | 1998 VB26    | 10 tháng 11 năm 1998 | Socorro                            | LINEAR                                           |
| 13797 -             | 1998 VQ27    | 10 tháng 11 năm 1998 | Socorro                            | LINEAR                                           |
| 13798 Cecchini      | 1998 VK33    | 15 tháng 11 năm 1998 | Pian dei Termini                   | L. Tesi, A. Boattini                             |
| 13799 -             | 1998 VC34    | 14 tháng 11 năm 1998 | Uenohara                           | N. Kawasato                                      |
| 13800 -             | 1998 VR36    | 14 tháng 11 năm 1998 | Socorro                            | LINEAR                                           |